# Huwara
Huwara (àrab: حُوّاره, Ḥuwwāra,  pronunciació àrab (?·pàg.)) és un municipi palestí de la governació de Nablus, a Cisjordània, al nord de la vall del Jordà, 9 kilòmetres al sud de Nablus, a la carretera principal que connecta Nablus al sud amb Ramal·lah i Jerusalem. Es troba a aproximadament 4 kilòmetres del pou de Jacob. Segons l'Oficina Central Palestina d'Estadístiques tenia 5.800 habitants en 2007.
A Huwara hi viuen quatre clans principals. El més gran és el d'Odeh, del que en formen part les famílies Mohammad, Shaaweet, Shhada, i Sleem. El segon clan és l'Ethmedeh.

## Història
Huwara és un jaciment antic on s'hi ha trobat cisternes i tombes excavades a les roques junt amb restes de columnes. En els segles xii i xiii Huwara fou habitada per musulmans.

### Època otomana
El poble va ser incorporat a l'Imperi Otomà en 1517 amb tot Palestina, i en 1596 va aparèixer en els registres fiscals a la nàhiya de Jabal Qubal del liwà de Nablus. Tenia una població de 87 famílies, totes musulmanes. Els vilatans pagaven impostos sobre el blat, l'ordi, cultius d'estiu, olives, cabres i ruscs, i una premsa d'olives o raïm.
En 1838, Robinson va descriure Huwara com un «poble gran i antic.» En la dècada de 1850 els governants otomans van retirar els seus soldats del districte (per enviar-los a la Guerra de Crimea), i va obrir les hostilitats sobrevingudes entre les diferents faccions palestines. En 1853, Huwara es va implicar en una batalla amb els pobles veïns de Quza i Beita. que va deixar deu homes i set dones morts.
L'explorador francès Victor Guérin va visitar el poble en 1870. va trobar el poble, (que va anomenar Haouarah), que tenia uns 800 habitants i que era dividit en dos districtes, cadasdcun d'ells administrat per un xeic. Hi havia un wali dedicat a Abou en-Nebyh Sahin.
En 1882 el Survey of Western Palestine del Fons per a l'Exploració de Palestina va descriure Huwarah com un poble «de pedra i fang als peus de Gerizim, al costat de la carretera principal. Te aparença d'antiguitat, i cobreix una considerable extensió de terreny.»

### Període del Mandat Britànic
En el cens elaborat en 1922 per les autoritats del Mandat Britànic, Huwara tenia 921 habitants, tots musulmans, que es van incrementar lleugerament en el cens de 1931, on Huwara (junt al petit llogaret de Bir Quza) tenia 240 cases ocupades i una població de 955 habitants, encara tots musulmans.
En 1945 Huwwara tenia 1.300 habitants, tots musulmans, amb 7.982 dúnams de terra, segons un cens oficial de terra i població. D'aquests, 607 dúnams eren plantacions i terra de rec, 4.858 per cereals, mentre que 129 dúnams eren sòl edificat.

### Després de 1948

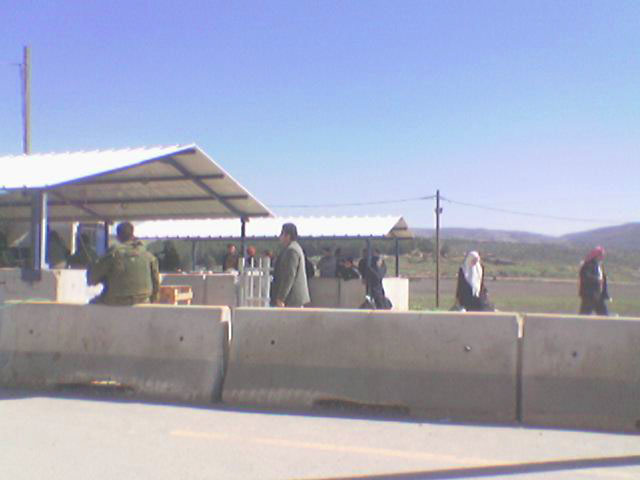
Entrada al punt de control de Huwwara

Després de la de la Guerra araboisraeliana de 1948, i després dels acords d'Armistici de 1949, Huwara va restar en mans de Jordània. Després de la Guerra dels Sis Dies el 1967, ha estat sota ocupació israeliana.
Des d'aleshores ha estat objectiu d'atacs de responsabilitat recíproca duts a termes per colons jueus israelians. Segons l'International Middle East Media Center (IMEMC), en abril de 2010 els colons van incendiar tres vehicles palestins a Huwara, mentre que el 27 de febrer de 2011, en un atac contra l'evacuació de Havat Gilad, els colons llançaren còctels molotov a una casa de la vila. En març de 2012 van dibuixar una Estrella de David a la mesquita de la vila. En març de 2013 uns colons jueus baixaren a Huwara unes hores després de l'assassinat d'Evyatar Borovsky. van atacar amb pedres un autobús escolar ple de nenes palestines, trencant un paravents i ferint al conductor.
A l'octubre de 2014, durant la temporada de recol·lecció de l'oliva, un incendi va arrasar enormes extensions de terra agrícola de propietat palestina entre el poble de Huwara i l'assentament Yitzhar a Cisjordània, destruint més de cent oliveres. Tot i que la causa de l'incendi ha estat qüestionada, l'alcalde de Huwara va afirmar que homes emmascarats de Yitzhar i els assentaments dels voltants provocaren l'incendi mitjançant l'abocament de líquids incendiaris als arbres i que les forces d'ocupació israelianes impediren als ciutadans palestins accedir a les terres per tal d'apagar el foc. Més tard les forces israelianes van permetre la defensa civil de la vila palestina adjacent de Burin apagar el foc, però només després que s'hagués expandit a una àrea gran. La crema i danys a les oliveres és causa de preocupació de les Nacions Unides, un fet que el New York Times anomena atacs price-tag. Les Nacions Unides han informat que en 2013 "..els colons israelians han danyat o destruït prop d'11.000 oliveres propietat dels palestins a la Cisjordània ocupada.."
Al nord de Huwara, hi ha el punt de control de Huwwara, un dels punts de control israelians al voltant de Nablus, desmantellat en 2011 per tal de facilitar el trànsit entre Nablus i Ramallah.
La seva ubicació a la carretera principal, utilitzada tant pels quatre assentaments israelians a la zona de Nablus i pels palestins de la zona de Nabulus, és un factor de control de la vida a Huwara. La ciutat té molts negocis ubicats a la carretera, que és controlada per l'exèrcit israelià per assegurar el pas lliure a jueus i àrabs.

#### Protestes i atacs
Hawara, que s'ha expandit en els últims anys fins al límit de la carretera (autopista 60), és escenari de freqüents atacs contra conductors civils jueus.
El 18 de maig de 2017 un home jueu que conduïa cap a casa des del supermercat a la carretera 60 fou envoltat per una torba d'uns 200 àrabs, i després de tractar de fugir va ser bloquejat per una ambulància de la Mitja Lluna Roja i una allau de pedres, es va veure obligat a defensar-se mateix mitjançant l'ús de la seva arma de foc, matant-ne a un i ferint a un altre.